# Ferrari 195
La Ferrari 195 est un modèle automobile produit par le constructeur italien Ferrari sorti en 1950.

## Moteur et transmission
Le moteur V12 Colombo, placé en position longitudinale avant, dispose d'une cylindrée de 2 341 cm3 développant jusqu'à 135 chevaux à 6 000 tr/min. Il dispose d'un carburateur à double corps sur le modèle de base et de trois sur le modèle 195S destinée à la compétition. La transmission se fait aux roues arrière par l'intermédiaire d'une boîte manuelle à 5 vitesses.

## Performances
La Ferrari 195 inter est considérée comme l'une des voitures les plus rapides des années 50. Elle atteint en effet la vitesse impressionnante de 185 km/h, c'est-à-dire 15,5 km/h  moins rapide que la Jaguar XK120 (record effectué en 1949). 
La 195 se débrouille bien en termes d'accélération puisqu'elle développe 135 chevaux pour un poids (à vide) de 950 kg ce qui donne un rapport poids/puissance d'à peu près 7,037 kg/ch, soit à peu près le même rapport que la Nissan 300ZX 230 ch ou encore que la Ford Mustang V6 Deluxe Coupe 213 ch.